# Joseph-François Repellin
Pour les articles homonymes, voir Repellin.
Joseph-François Repellin est né à Moirans, dans l'Isère, le 8 février 1797. Avocat républicain, il prend la défense des prisonniers politiques durant la Monarchie de Juillet. Il participe, avec Alexandre Crépu à la rédaction du Patriote des Alpes et fait partie du Conseil municipal de Grenoble dans la minorité d’opposition républicaine. En 1847, il appuie la Campagne des Banquets réformistes.
En 1848, après les journées révolutionnaires de février, il est nommé Commissaire général du Gouvernement provisoire de 1848 pour les départements des Bouches-du-Rhône, du Var, du Vaucluse et des Basses-Alpes.
Il est élu représentant de l’Isère à l’Assemblée constituante, douzième sur quinze, par 81 946 voix. Il siège dans les rangs de la gauche modérée. 
Il s’oppose, lors de la séance du 13 juin 1848, dans la discussion sur la vérification des pouvoirs de Louis-Napoléon Bonaparte, à l’entrée de ce dernier à l’Assemblée. Il affirme alors que « ce serait appeler de gaieté de cœur dans le pays les éventualités de la guerre civile » et prévoit avec une clairvoyance certaine un nouveau 18 Brumaire.
Il est réélu le 13 mai 1849 à l’Assemblée législative, troisième sur douze, par 71 713 voix.
Le coup d’État du 2 décembre 1851 le renvoie à la vie privée. Il décède à Moirans le 6 mars 1858.
Sa famille appartient à la noblesse du Dauphiné et descend d'un certain Aymar (de) Repellin maintenu dans sa noblesse par arrêt du parlement de Grenoble du 9 mars 1464. Elle porte "d'argent à neuf clochettes de sable posées en orle (ou 3, 3 et 3) et au lion de gueules brochant". Joseph-François Repellin est classé dans l'ouvrage de Borel d'Hauterive parmi les députés nobles mais non titrés.

## Sources
- « Joseph-François Repellin », dans Adolphe Robert et Gaston Cougny, Dictionnaire des parlementaires français, Edgar Bourloton, 1889-1891 [détail de l’édition]
- R. Avezou, « Notices biographiques sur les députés de l'Isère » in La Révolution de 1848 dans le département de l'Isère, Ouvrage publié sous les auspices du Comité Départemental du Centenaire de la Révolution, Imprimerie Allier, Grenoble, 1949.
- Borel d'Hauterive, Dictionnaire de la Noblesse.
- Rivoire de la Batie, Armorial du Dauphiné.